# Tinodes apteryx
Tinodes apteryx är en nattsländeart som beskrevs av Malicky 1995. Tinodes apteryx ingår i släktet Tinodes och familjen tunnelnattsländor. Inga underarter finns listade i Catalogue of Life.